# (4957) Brucemurray
(4957) Brucemurray est un astéroïde Amor découvert le 15 décembre 1990 par Eleanor F. Helin à l'observatoire Palomar.

## Nom
Brucemurray portait la désignation provisoire 1990 XJ. En 1993, son nom a été choisi en l'honneur de l'astronome américain Bruce C. Murray.

## Caractéristiques
Sa distance moyenne au Soleil est 1,566 unités astronomiques (ua), mais cette distance varie entre 1,223 ua et 1,908 ua. Son inclinaison orbitale est 35,01 degrés et son excentricité 0,2189. Elle met 715,5 jours à tourner autour du soleil.